# Oudong
Oudong, latinizzato anche come Udong, meno comunemente come Odongk o U-Tong (in khmer:ភ្នំឧដុង្គ), fu dal 1616 al 1866 capitale del Regno di Cambogia. È una cittadina che si trova ad una quarantina di km a nord-nord-ovest di Phnom Penh, nella Provincia di Kandal, distretto di Ponhea Leu, lungo il tragitto della Strada Nazionale N.5.
La sua importanza attuale deriva dalla presenza di alcuni vihara (monasteri buddhisti) e diversi stupa (chêdey o chet dey in Khmer latinizzato), moderni o risalenti all'epoca in cui fu capitale, che conservano le spoglie di regnanti del passato e reliquie del Buddha. Gli edifici più antichi sono stati in buona parte distrutti nei primi anni settanta, a causa dei bombardamenti americani, della guerra civile e delle demolizioni operate dai Khmer rossi.

## Storia

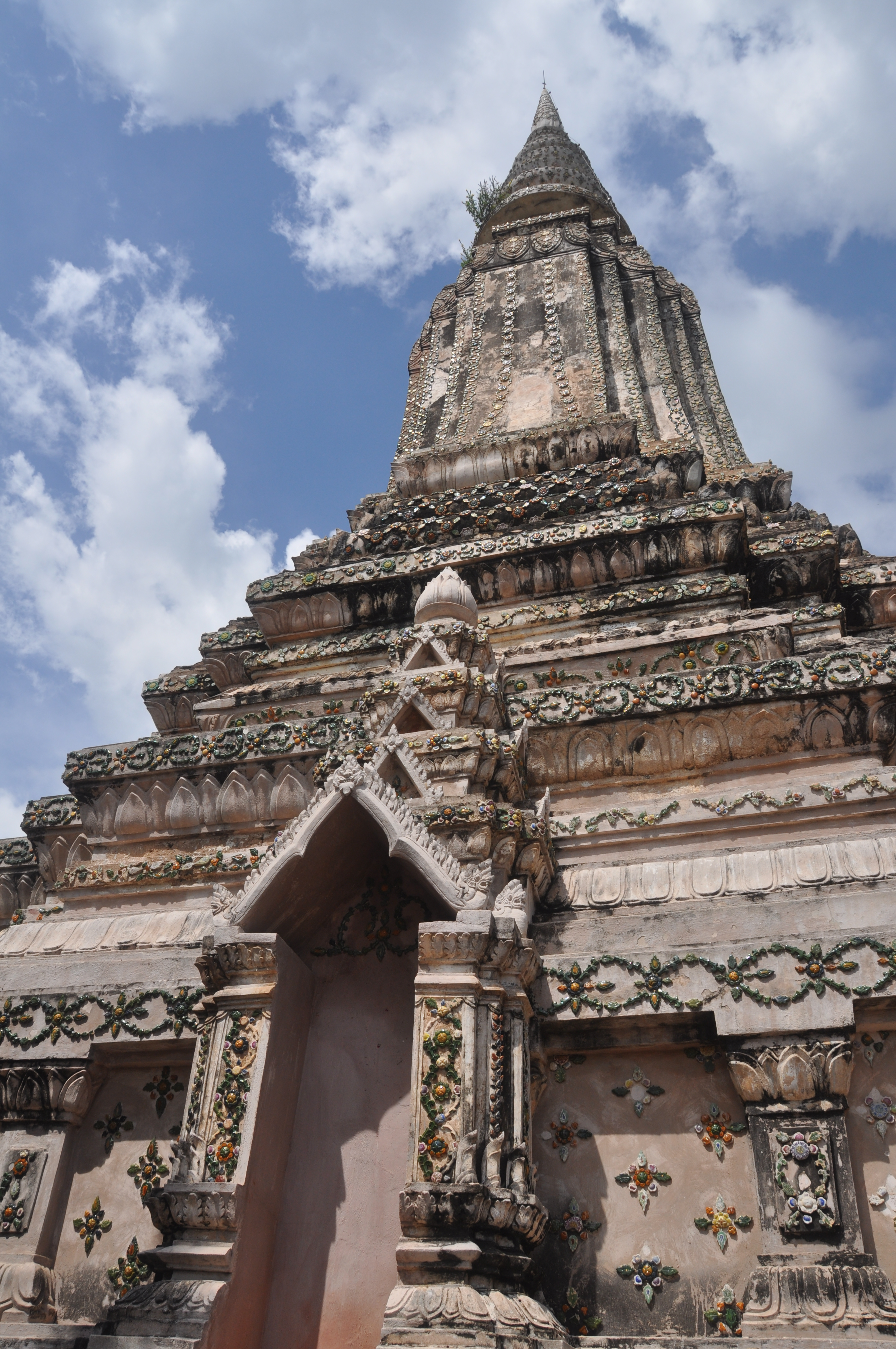
Stupa dedicato al re Ang Duong, Oudong, Cambogia

A seguito della decadenza dell'Impero Khmer e dell'abbandono dell'antica capitale Angkor, i successivi re khmer spostarono diverse volte la loro residenza, grossomodo nella zona dell'attuale capitale Phnom Penh. Nel 1594 i Thai conquistarono la capitale del tempo, Lovek (i cui resti giacciono pochi chilometri a nord di Oudong), causando il definitivo crollo morale oltre che fisico del regno, e costrinsero la famiglia reale a fuggire in Laos.
Nel 1618 re Chey Chettha II stabilì la propria capitale a Oudong. Due anni dopo contrasse matrimonio con una principessa della dinastia vietnamita Nguyễn (che in quel periodo controllava il sud Vietnam, nominalmente come vassallo della dinastia regnante Lê) in funzione antisiamese. Permise però agli ambiziosi vietnamiti di iniziare una lenta penetrazione nel delta del Mekong che avrebbe portato l'area sotto il definitivo controllo vietnamita nel secolo successivo. L'ultimo re ad essere incoronato ad Oudong fu Norodom, nel 1864. Due anni dopo spostò la capitale a Phnom Penh.

## Edifici
La cresta della collina principale su cui sorgono gli edifici, conosciuta come Phnom Preah Reach Troap ("collina della fortuna reale"), si estende per circa 1,5 km in direzione nordovest-sudest, poco a sud della cittadina. A est le si affianca senza quasi soluzione di continuità un rilievo minore, che ospita la moschea Chăm di Ta San (distrutta dai Khmer rossi, verrà forse ricostruita), e il wat Preah Ang Chol Nipean, che ospitava una statua di Buddha disteso, ora distrutta.
La cresta principale ospita all'estremità sud il monumento più imponente: le rovine del Preah Vihear Ath Roes (o Attharoes), tempio inaugurato nel 1911 da re Sisowath in cui si trovava la famosa statua in pietra del "Buddha da 18 cubiti" (11 metri di altezza) da cui prese il nome. Distrutto dai Khmer Rossi, oggi ne rimangono solo le grandi colonne e frammenti della statua, mentre è in costruzione una statua del Buddha moderna.

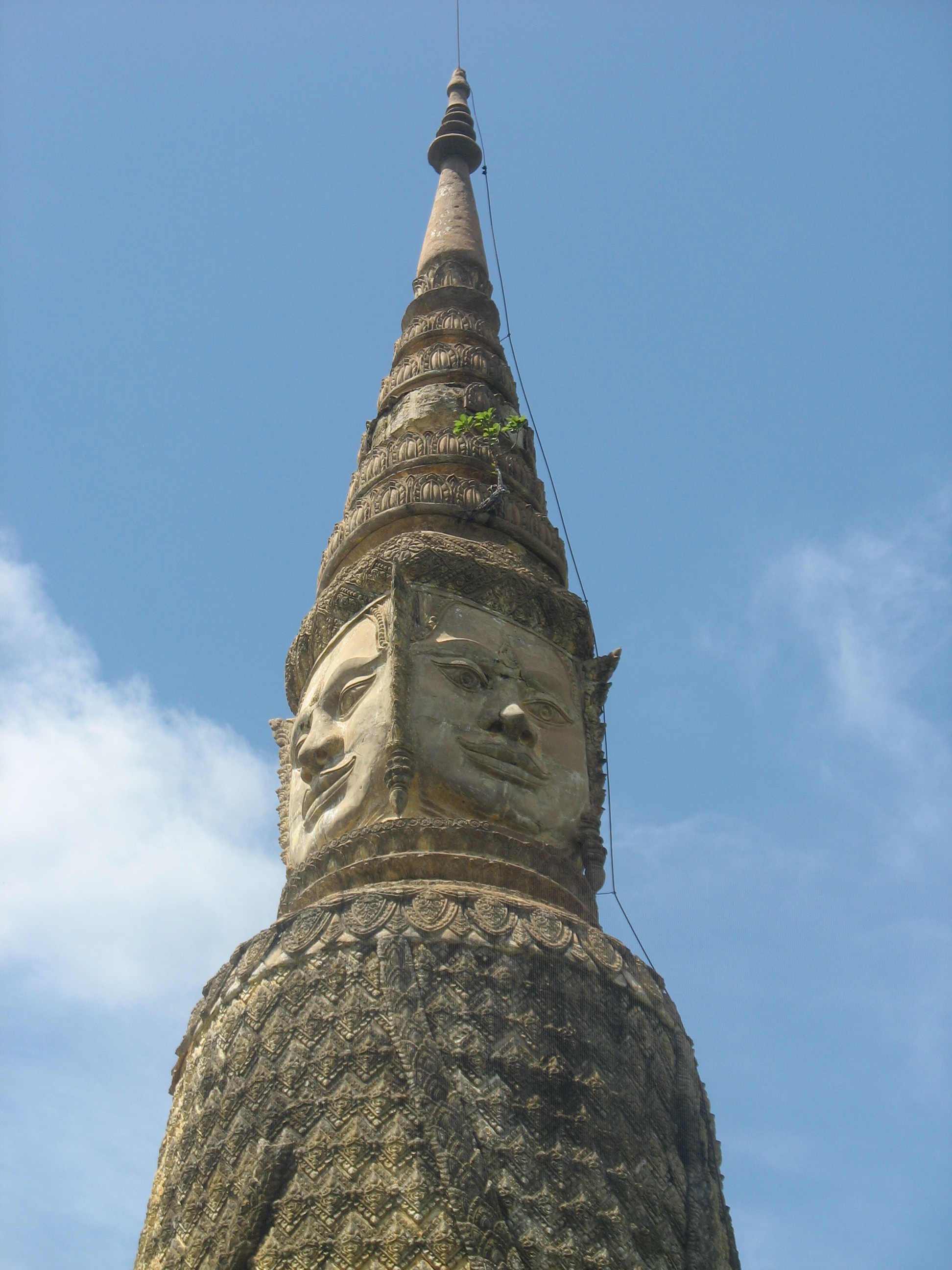
La guglia a quattro facce del Chêdey Mak Proum, Oudong, Cambogia

Seguendo la cresta verso nord-ovest, le costruzioni principali sono:
- il Vihear Preah Ko ("santuario del toro sacro"): la piccola statua di Nandi che ospita è oggetto di venerazione, anche se quella originale fu asportata dai Thai;
- il Vihear Preah Keo, con una statua di Buddha seduto;
- il Preah Ang Prâk Neak, la cui statua di Buddha è "protetta da un naga" (Prâk Neak, appunto).

Segue quindi il gruppo principale, costituito da quattro grandi stupa:
- il Chêdey Mak Proum, in cemento dipinto di giallo, con una caratteristica guglia con quattro facce, a richiamare lo stile del Bayon. Custodisce le ceneri di re Monivong;
- lo stupa dedicato da Norodom al padre Ang Duong, che regnò dal 1845 al 1859[3], ornato di pietre colorate;
- il Chêdey Sri Soriyopor (o Damrei Sam Poan), che ospita le ceneri di re Soriyopor ed è caratterizzato da piccole statue di elefanti alla base;
- il Sanchak Mony Chedêy, l'edificio più noto e visitato, terminato nel 2002. Alto 42 metri e abbellito da elefanti, naga, garuda e divinità guardiane, contiene le più famose reliquie del Buddha presenti in Cambogia, trasportate qui dal Wat blu di Phnom Penh con una processione guidata da Norodom Sihanouk stesso nel dicembre 2002.[4]

L'accesso più utilizzato per raggiungere la cima della collina con gli edifici principali è una lunga scalinata sul lato orientale. Alla base dell'altura vi è un monumento dedicato alle vittime dei Khmer Rossi ritrovate in un centinaio di fosse comuni nei pressi.

## Status UNESCO
Il sito è stato proposto come Candidato alla lista dei Patrimoni dell'Umanità dell'UNESCO il 1º settembre 1992, nella categoria culturale.